# Chili (Wisconsin)
Chili es un lugar designado por el censo ubicado en el condado de Clark en el estado estadounidense de Wisconsin. En el Censo de 2010 tenía una población de 226 habitantes y una densidad poblacional de 67,07 personas por km².

## Geografía
Chili se encuentra ubicado en las coordenadas 44°38′0″N 90°21′43″O / 44.63333, -90.36194. Según la Oficina del Censo de los Estados Unidos, Chili tiene una superficie total de 3.37 km², de la cual 3.33 km² corresponden a tierra firme y (1.08%) 0.04 km² es agua.

## Demografía
Según el censo de 2010, había 226 personas residiendo en Chili. La densidad de población era de 67,07 hab./km². De los 226 habitantes, Chili estaba compuesto por el 93.36% blancos, el 0.44% eran afroamericanos, el 0.44% eran amerindios, el 0.44% eran asiáticos, el 0% eran isleños del Pacífico, el 4.42% eran de otras razas y el 0.88% pertenecían a dos o más razas. Del total de la población el 6.19% eran hispanos o latinos de cualquier raza.